# الجائزة العربية للمحتوى الإلكتروني
الجائزة العربية للمحتوى الإلكتروني هي جائزة تكرم المواقع الإلكترونية المتميزة في العالم العربي وتقدمها مملكة البحرين منذ 2009. وتقع تحت مظلة جائزة القمة العالمية التابعة لمنظمة الأمم المتحدة وتقع في ثمانية فئات هي المحتوى الإلكتروني الحكومي والمحتوى الإلكتروني الترفيهي والمحتوى الإلكتروني الصحي والمحتوى الإلكتروني التعليمي والمحتوى الإلكتروني العلمي والمحتوى الإلكتروني للاحتواء والمحتوى الإلكتروني للأعمال والمحتوى الإلكتروني الثقافي.

## الفائزون
- 2009
- 2010
- 2011
- 2012
- 2013: وفاز عن المحتوى الصحي موقع الطبي الأردني.[2]

## الإحصائيات
| المجال                      | العدد الكلي | مؤسسة حكومية | مؤسسة خاصة | فرد |
| --------------------------- | ----------- | ------------ | ---------- | --- |
| المحتوى الإلكتروني الحكومي  |             |              |            |     |
| المحتوى الإلكتروني الترفيهي |             |              |            |     |
| المحتوى الإلكتروني الصحي    |             |              |            |     |
| المحتوى الإلكتروني التعليمي |             |              |            |     |
| المحتوى الإلكتروني العلمي   |             |              |            |     |
| المحتوى الإلكتروني للاحتواء |             |              |            |     |
| المحتوى الإلكتروني للأعمال  |             |              |            |     |
| المحتوى الإلكتروني الثقافي  |             |              |            |     |

## وصلات خارجية
- الموقع الرسمي
- جائزة القمة العالمية
- الحكومة الإلكترونية لمملكة البحرين
- جمعية البحرين للإنترنت